# Conostylis bealiana
Conostylis bealiana är en enhjärtbladig växtart som beskrevs av Ferdinand von Mueller. Conostylis bealiana ingår i släktet Conostylis och familjen Haemodoraceae. Inga underarter finns listade.